# Die Siedler von Catan: Historische Szenarien
Die Historischen Szenarien sind eine Erweiterung zum Brettspiel Die Siedler von Catan von Klaus Teuber. Sie erschienen 1998 und 2001 im Kosmos-Verlag, sind nur zusammen mit dem Basisspiel spielbar und unterscheiden sich damit von den historischen Spielen, die ohne das Basisspiel spielbar sind. Die Illustrationen stammen von Tanja Donner, Marion Pott, Michelle Schelk und Juergen Zimmermann.
Es gibt die „Historischen Szenarien I“ für 3 oder 4 Spieler mit den Szenarien „Cheops“ und „Alexander“ sowie die „Historischen Szenarien II“ für 4 oder 6 Spieler mit den Szenarien „Troja“ und „Die Große Mauer“. Alle Szenarien werden auf einem vorgegebenen Spielplan gespielt.

## Geschichte
Im zweiten Heft der Siedlerzeitung hatte Klaus Teuber ein historisches Szenario mit dem Namen „Ramses“ angekündigt, das als Poster gedruckt und auf Messen sowie bei Veranstaltungen zu erhalten sein sollte. Allerdings ging es erst nach der Ankündigung in Druck und da Ramses II. keine Pyramiden hatte bauen lassen, erhielt es den Titel „Cheops“, denn dieser Pharao, der von etwa 2620 bis 2580 v. Chr. lebte, ließ in der Nähe des heutigen Kairo die Cheops-Pyramide bauen, während Ramses von etwa 1303 bis 1213 v. Chr.v. Chr. lebte und u. a. den Felsentempel von Abu Simbel bauen ließ. Zusätzlich benötigtes Spielmaterial war am Rande des Posters aufgedruckt, musste zum Spielen ausgeschnitten und auf stärkeren Karton geklebt werden. Das Poster war dann nach Erscheinen schnell vergriffen, auch wenn es einige Druckfehler, z. B. fehlende Goldfelder, enthielt. 1998 erschien es dann als Teil der ersten historischen Szenarien mit einem aus 6 quadratischen Teilen bestehenden faltbaren Spielplan auf dessen Rückseite das Szenario „Alexander“ abgebildet war. 2001 erschienen dann die zweiten und bisher letzten historischen Szenarien.

## Inhalt

### Historische Szenarien I
- 1 beidseitig bedruckter Spielplan (Cheops bzw. Alexander der Große)
- Spielmaterial aus Pappe (muss aus Stanzbögen herausgelöst werden):
  - 60 Steinblöcke (Pyramidenbausteine), je 11 rote, gelbe, blaue und weiße sowie 16 schwarze
  - 01 Karte "Pharaos Segen"
  - 03 Karten "Pharaos Fluch" (Vorderseite) bzw. "1., 2. und 3. Berater" (Rückseite)
  - 32 Schiffe, je 8 rote, gelbe, blaue und weiße (nur notwendig wenn die Seefahrererweiterung nicht vorhanden ist)
  - 40 Goldstücke
  - 28 Ereignis-Chips (für „Alexander der Große“)
  - 01 Alexander-Spielfigur
- 2 Spielregeln, quadratisch, je 2 Seiten

### Historische Szenarien II
- 1 beidseitig bedruckter Spielplan (Troja bzw. Die Große Mauer)
- Spielmaterial aus Pappe (muss aus Stanzbögen herausgelöst werden):
  - 30 Mauerabschnitte, je 5 in einer Farbe (für Die Große Mauer)
  - 35 Steppenreiter (für Die Große Mauer)
  - 07 Malus-Chips (für Die Große Mauer)
  - 01 Seeräuberfigur
  - 06 Entscheidungskarten (für Troja)
    - 42 Schiffsplättchen, je 7 in einer Farbe (für Troja)

  - 10 2:1-Handelskärtchen (für Troja)
  - 02 Siegpunktmarker Troja und Mykene (für Troja)
  - 30 Handelspunkte-Chips (für Troja)
- 1 Spielanleitung, 8 Seiten
- 1 Hinweis für das Spiel zu sechst

In den Spielregeln zu den jeweiligen Szenarien wird auch kurz auf die geschichtlichen bzw. literarischen Hintergründe eingegangen.

## Spezielle Elemente der einzelnen Szenarien

### Cheops
In der Gründungsphase baut jeder Spieler 3 Siedlungen, die aber auf das Nilufer und -delta begrenzt sind. Erst im Laufe des Spieles können das Landesinnere sowie die östlich angrenzenden Gebirge des Sinai und die Wälder am Ostrand des Mittelmeeres besiedelt werden.
Zusätzlich zu den sonstigen Bauwerken bauen alle Spieler und der imaginäre Pharao zusammen an einer Pyramide. Dazu müssen die Spieler eine Siedlung auf einem Pyramidenbauplatz westlich des Nils bauen und können dann für 1 Erz und 1 Lehm Bausteine zur Pyramide beitragen. Der Spieler mit den meisten Bausteinen erhält Pharaos Segen (3 Siegpunkte), der oder die Spieler mit den wenigsten leiden unter dem Fluch des Pharao, d. h. ihnen werden 2 Punkte abgezogen. Der Pharao trägt bei jeder Sieben seinerseits einen Baustein bei. Dies ist von Bedeutung, denn sollte die Pyramide fertig werden oder der Pharao alle seine Steine verbauen, bevor ein Spieler 12 Punkte erreicht, endet das Spiel.
Abweichend zum Grundspiel können Spieler die Häfen der Mitspieler nutzen, wenn diese über einen eigenen Handelsweg erreicht werden, müssen aber für die Nutzung dem Besitzer ein Gold zahlen. Gleiches gilt für die Pyramidenbauplätze. Gold erhalten die Spieler zu Beginn und als Ertrag für Siedlungen und Städte an einem der beiden Goldfelder. Ferner gibt es abweichend zum Grundspiel keine Siegpunkte für die Längste Handelsstraße und abweichend zur Seefahrererweiterung dürfen Schiffe nicht versetzt werden, zwischen einem Schiff und einer Straße muss aber keine Siedlung liegen.

### Alexander
Alexander der Große, König von Makedonien, startete 334 v. Chr. einen Eroberungsfeldzug gegen das Perserreich, für den er zehn Jahre brauchte, aber 323 v. Chr. starb er am West-Nil-Fieber. Sein Zug durch Vorderasien und Nordägypten bis nach Indien wird in diesem Szenario nachgespielt, wofür aber etwa zwei Stunden ausreichen.
Es ist das einzige Szenario, in dem es keine separate Gründungsphase gibt. Die Spieler gründen die ersten Siedlungen auf dem Zugweg Alexanders, indem sie Siedlungen ersteigern. Von diesen Siedlungen aus besiedeln sie die umgebenden Landstriche, um dort Erträge zu erwirtschaften, mit denen sie den Zug Alexanders unterstützen. Bis sie dazu in der Lage sind, ziehen sie Karten von einem Nachschubstapel. Wem es am besten gelingt Alexander zu unterstützen, indem er ihm hilft, Brücken und Statuen zu bauen sowie Schlachten zu gewinnen und die Hungersnot in der Heimat zu bekämpfen, wird zu seinem ersten Berater und erhält dafür 4 Siegpunkte. Aber auch der zweit- und drittbeste Helfer werden noch zu Beratern und bekommen dafür 3 bzw. 2 Punkte. Natürlich versucht jeder den anderen dabei zu übertrumpfen, denn wie bei der längsten Handelsstraße wechseln auch diese Siegpunkte zum jeweils besseren Unterstützer. Das Spiel endet sobald ein Spieler 14 Siegpunkte hat oder Alexander sein Ziel Persepolis erreicht.

### Troja
Anders als in den anderen Szenarien spielen hier jeweils 2 oder 3 Spieler einerseits zusammen, anderseits aber jeder für sich, denn zu Beginn zieht jeder Spieler eine der Entscheidungskarten, mit denen festgelegt ist, ob er die griechische Stadt Mykene oder Troja im Krieg der beiden Städte unterstützt. Dabei versucht jeder Spieler so lange wie möglich geheim zu halten, welche Stadt er unterstützt, um so als alleiniger Sieger aus dem Kampf hervorzugehen. Die Unterstützung der Städte erfolgt durch Rohstoffspenden: Getreide und Holz unterstützen Mykene, Erz und Wolle Troja. Aber auch Lehm kann gespendet werden, denn für jede Spende erhält der Spieler ein Handelskärtchen, von denen er 2 braucht, um zusammen mit Holz und Wolle ein Schiff zu bauen. Mit diesen Schiffen verbessert er seine Handelsmöglichkeiten, erhält Siegpunkte und Einflussmöglichkeiten auf die Spenden.
Sobald eine bestimmte Anzahl von Rohstoffen gespendet wurde (10 oder mehr bei 4 bzw. 13 oder mehr bei 6 Spielern), kommt es zu einer Schlacht und die Stadt, für die die meisten Spenden eingegangen sind, erhält einen Punkt, den sich die Unterstützer der Stadt geheim zu ihren eigenen Punkten addieren dürfen. Sobald ein Spieler 15 Punkte erreicht hat oder eine Stadt die letzte Schlacht gewonnen hat, endet das Spiel.

### Die Große Mauer
Dieses ebenfalls für 4 oder 6 Spieler ausgelegte Szenario führt die Spieler nach China. Jeder Spieler ist verantwortlich für einen Abschnitt der großen chinesischen Mauer, an der fast 2.700 Jahre lang gebaut wurde. Durch den Bau der Mauer in 5 Stufen versuchen die Spieler zu verhindern, dass Steppenreiter aus dem Norden ihre Landschaften erobern. Zusätzlich werden die Spieler von Seeräubern bedroht, die bei einer 7 Häfen blockieren und so den Handel erschweren. Die Steppenreiter kommen ins Spiel, wenn die Spieler weitere Siedlungen bauen oder Siedlungen zu Städten ausbauen. Sie versammeln sich dann nördlich der Mauer, greifen in der Ertragsphase an und durchbrechen die Mauer, wenn diese nicht genug Wachtürme hat. Konnte ein Spieler den Durchbruch in seinem Mauerabschnitt nicht verhindern, erhält er einen Malus-Chip, wodurch ihm ein Punkt abgezogen wird.
Das Spiel endet hier wenn ein Spieler 10 Siegpunkte erreicht oder die Mauer 5- (bei 4 Spielern) bzw. 7-mal (bei 6 Spielern) durchbrochen wurde. In diesem Fall haben alle verloren, der Spieler mit den meisten Siegpunkten ist der beste Verlierer.

## Besonderes
Im April 2002 bot Willi Breuckmann „Cheops“ auf seiner Webseite www.catanien.de als Play-by-Email-Spiel (PBeM) an. 4 Spieler, die sich zuvor angemeldet hatten, konnten dort gemeinsam spielen, wobei jeder Spieler per E-Mail benachrichtigt wurde, wenn er am Zug war. An zunächst acht, ab Februar 2006 18 virtuellen Tischen fanden insgesamt 161 Spiele statt, an denen 261 Spieler bis zum Spielende teilnahmen. Ein Spiel dauerte dabei etwa 2 Monate. Im März 2007 musste er aus Zeitgründen das Angebot einstellen, auch wenn er im Laufe der Zeit einige Funktionen automatisieren konnte, waren doch immer wieder zeitaufwändige Eingriffe notwendig.
Seit Dezember 2005 konnte „Troja“ auch in der Catan Online Welt gespielt werden. Der Aufbau war etwas anders als beim Original und es konnte nur zu viert gespielt werden. Zudem gab es eine Variante, bei der die Felder zufällig platziert wurden.

## Varianten
In den Catan-News 1/2001 wurde die Variante "Aufschwung in Ägypten" veröffentlicht, bei der zusätzlich zu den aufgedruckten Zahlenchips die Zahlenchips aus dem Grundspiel verwendet werden, um etwas mehr Variabilität ins Spiel zu bringen.
Für die Catan Online Welt gab es ab Juli 2007 eine Variante mit folgenden Änderungen:
1. Aufwertung der Vorteile des Schiffsbaus
Die Schiffe werden nun in folgender Reihenfolge gebaut:
A) 3:1 Handel B) Karte mit der Unterstützungsreihe tauschen C) 2 Siegpunkte D) 2:1 Handel mit Rohstoff nach Wahl E) 2 Siegpunkte F) Karte aus der Unterstützungsreihe nehmen. G) 2 Siegpunkte
Der Zugriff auf die Unterstützungsreihe erfolgt somit früher und es lassen sich 6 statt 3 Siegpunkte durch den Schiffbau sichern.
2. Regeländerung "Versetzen des Seevolks"
Bisher konnten bei einer "7" nur Spieler mit Schiffen oder Siedlungen an der Küste durch das Seevolk beeinträchtigt werden, nun hat man die zusätzliche Möglichkeit, das Schiff auf ein Landfeld an der Küste zu setzen. Auf einem Landfeld blockiert es wie ein Räuber die Rohstoffeinkünfte dieses Feldes und man darf – wie vom Basisspiel gewohnt – vom Besitzer einer Siedlung/Stadt am besetzten Feld eine Rohstoffkarte ziehen. Auf Meerfeldern ändert sich seine Funktion nicht. Das Schiff kann nicht auf Landfelder im Inneren gesetzt werden.

## Verfügbarkeit
Beide Historischen Szenarien sind beim Verlag vergriffen und werden auch zukünftig wahrscheinlich nicht mehr produziert, einzelne Händler können sie trotzdem noch vorrätig haben.
2014 erschien Die Siedler von Catan – Das Alte Ägypten als limitierte Sammlerausgabe, das Elemente des Szenarios „Cheops“ enthält.

## Übersetzungen
- Dänisch: The Settlers fra Catan: Historiske Scenarier 1 (Danspil)
- Niederländisch: Historische Scenario's I, Historische Scenario's II (999 Games)

## Kritiken
- Spielbox Ausgabe 1/99: "Siedler und kein Ende? Szenarien Cheops & Alexander der Große"
- Spielbox Ausgabe 1/02: Kurzkritik zu Historische Szenarien II